# Hat Head
Hat Head är en ort i Australien. Den ligger i kommunen Kempsey och delstaten New South Wales, i den sydöstra delen av landet, omkring 360 kilometer nordost om delstatshuvudstaden Sydney.
Trakten är glest befolkad. Närmaste större samhälle är Crescent Head, omkring 16 kilometer sydväst om Hat Head. Genomsnittlig årsnederbörd är 1 608 millimeter. Den regnigaste månaden är februari, med i genomsnitt 287 mm nederbörd, och den torraste är september, med 37 mm nederbörd.